# مایلی سایرس و حیوانات خانگی مرده‌اش
مایلی سایرس و حیوانات خانگی مرده‌اش (به انگلیسی: Miley Cyrus & Her Dead Petz) پنجمین آلبوم از هنرمند اهل ایالات متحده آمریکا مایلی سایرس است که در ۳۰ اوت ۲۰۱۵ به صورت رایگان در ساوندکلاود منتشر شد. این آلبوم در ۱۰ آوریل ۲۰۱۷ به عنوان آلبوم جهت فروش منتشر شد.